# Mariä Himmelfahrt (Erbendorf)

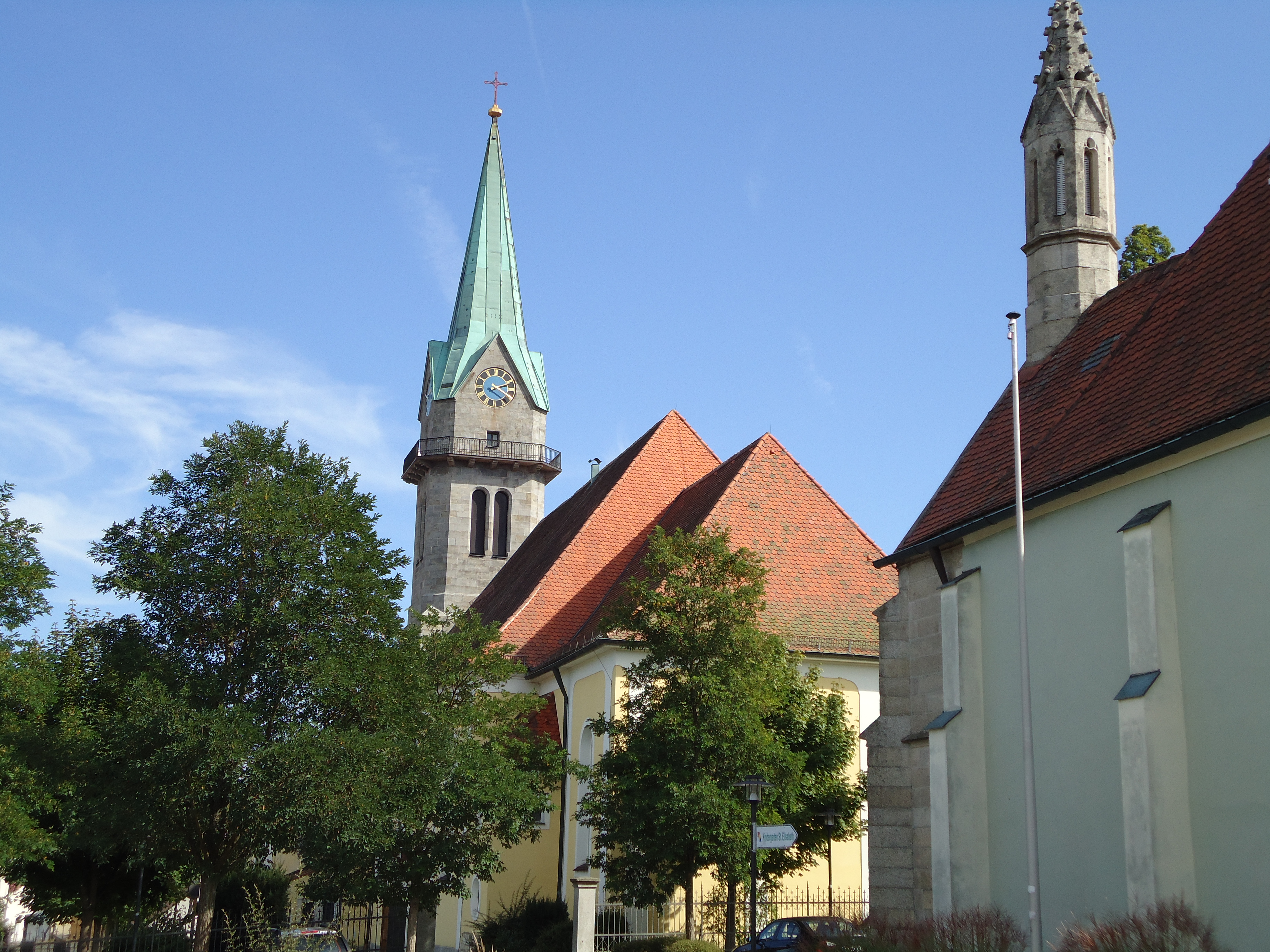
Die Pfarrkirche Mariä Himmelfahrt mit der Lorettokapelle (rechts)

Die Pfarrkirche Mariä Himmelfahrt ist die römisch-katholische Pfarrkirche der Stadt Erbendorf in der nördlichen Oberpfalz im Bistum Regensburg. Sie wurde vermutlich zwischen 1391 und 1416 erstmals erbaut und nach einem Brand in ihrer heutigen Form von 1796 bis 1799 wieder aufgebaut. Sie diente bis ins Jahr 1923 als Simultankirche der evangelischen und katholischen Gemeinde der Stadt.

## Geschichte
Die Pfarrkirche von Erbendorf wurde wahrscheinlich in den Jahren 1391 bis 1416 erbaut, was durch ein Salbuch der Herrschaft Parkstein belegt ist, das neben der Pfarrkirche auch eine alte Kirche St. Veit nennt. Die Kirche Mariä Himmelfahrt befindet sich auf dem Standort einer ehemaligen Burg, was Ausgrabungen aus dem Jahr 1923, bei denen ein starkes Mauerwerk entdeckt wurde, bestätigen. Um das Jahr 1470 wurde die Kirche wahrscheinlich zerstört, da eine Inschrift über dem Eingang zur Sakristei einen Neubau des Jahres 1474 nennt.
Seit dem Bestehen der Kirche wurde sie, wie auch der Ort Erbendorf, mehrmals durch Brände zerstört. Vollständig zerstört wurde sie während der großen Marktbrände in den Jahren 1568, 1676, 1771 und 1796. Nach dem Brand 1771 wurde das Gebäude nach Westen erweitert und bestand in dieser Form bis ins 20. Jahrhundert. Der Bau des Kirchturms wurde wegen Problemen mit der Finanzierung bis 1794 aufgeschoben. Schon zwei Jahre später brannte sie zum wiederholten Male ab, das Bauwerk aber blieb größtenteils erhalten und wurde mit nüchterner Ausstattung wieder aufgebaut. Die Benedizierung fand am 22. September 1799 statt. Der rund 50 Meter hohe Kirchturm stammt von 1865 und wurde, nachdem der alte Turm bis auf die unteren beiden Stockwerke abgetragen worden war, in eineinhalbjähriger Bauzeit an das Kirchenschiff angefügt.
Seit dem Dreißigjährigen Krieg war die Pfarrkirche als Simultankirche für die evangelisch-lutherische und die katholische Gemeinde Erbendorfs bestimmt. Nachdem die Kirche über 200 Jahre lang als Simultankirche der Stadt gedient hatte, wurde das Simultaneum 1918 aufgelöst und im folgenden Jahr von den beiden Bekenntnisgruppen vertraglich für beendet erklärt.
1923 erfolgte an der Westseite des Langhauses ein Anbau von einer Länge von zehn Metern. Bei dieser Baumaßnahme wurden auch die beiden  Emporen abgetragen und durch eine einzige größere Empore in dem neu entstandenen Baukörper ersetzt. Die Deckengemälde im Hauptschiff und im Chor schuf 1927 bis 1929 der Münchener Laienbruder Rudolph Schmalzl.

## Beschreibung

### Ausstattung

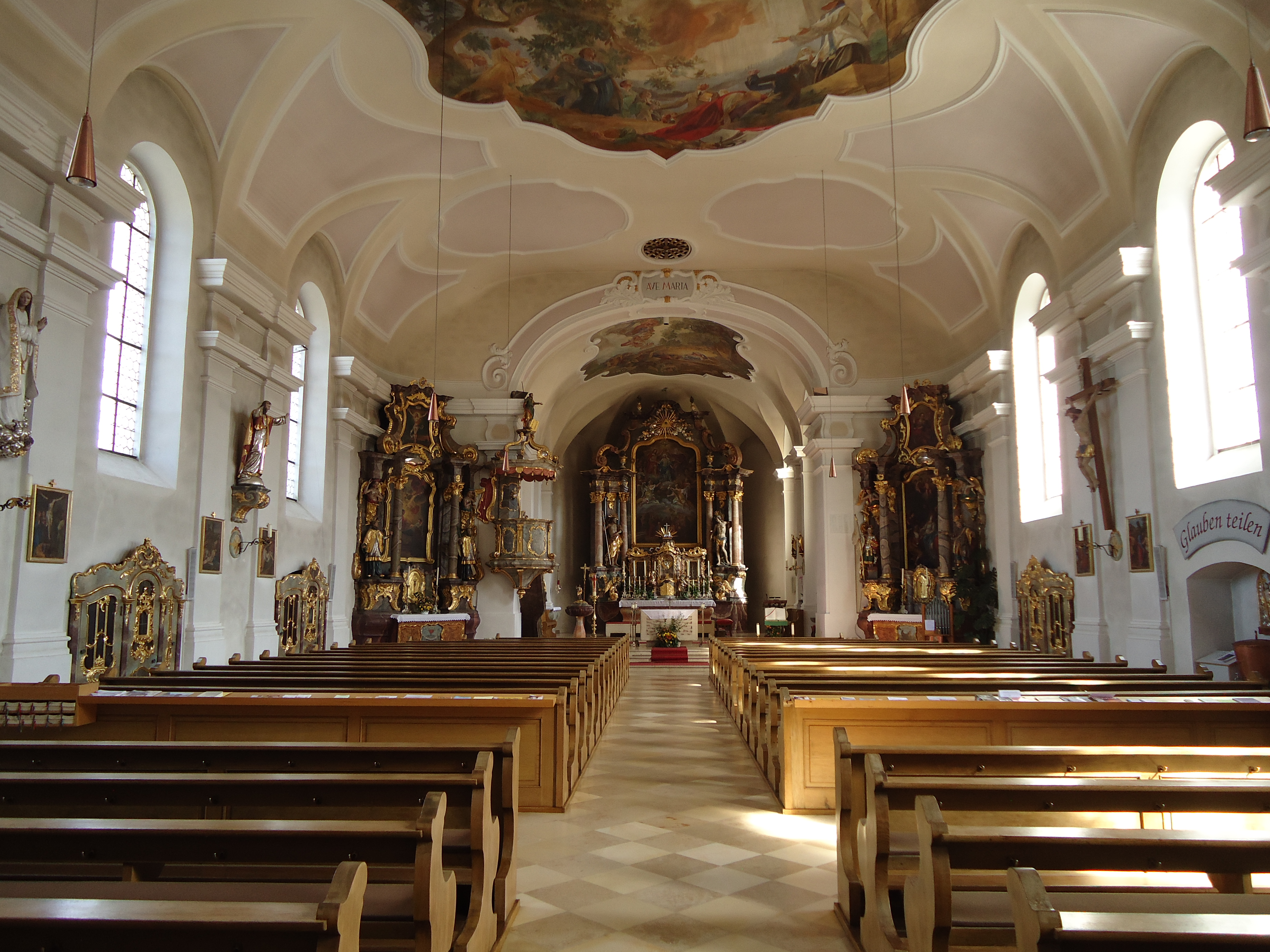
Blick in den Innenraum Richtung Chor

Der Hochaltar ist ein stattlicher Barockbau mit vier Säulen und zwei lebensgroßen Heiligenstatuen, links eine Figur Johannes des Täufers und rechts der heilige Sebastian. Die Ähren des Tabernakelaufbaus sind Sinnbild des heiligen Brotes, der Hostie, die Reben und Trauben als Spender des Weines Sinnbild des heiligen Blutes. Im Reliquienschrein auf der rechten Seite befinden sich die Gebeine der heiligen Märtyrer Amanda, Tranquillus, Clarus, Benedictus, Fortunata, auf der anderen Seite die von Tranquillus, Anastasius, Benedicta, Candidus, Januarius. Das Altarbild Mariä Aufnahme in den Himmel stammt von Ulrich Halbreiter und wurde 1851 gefertigt.
Die beiden Seitenaltäre stammen aus dem Rokoko. Das Altarblatt des linken Altars der Corporis-Christi-Bruderschaft wurde vom Regensburger Maler Josef Altheimer (1860–1913) geschaffen und zeigt die Szene, wie sich Christus den beiden Emmausjüngern durch das Brechen des Brotes zu erkennen gibt. Darüber Ein kleineres Bild darüber mit Christus am Kreuz stammt wahrscheinlich auch von Altheimer. An den Seiten stehen Figuren des Johannes Nepomuk und von Franz Xaver. Der rechte Seitenaltar bildet das Gegenstück zu dem auf der linken Seite. Das Altarbild stellt die Heilige Familie mit Maria als Kind und ihren Eltern, der heiligen Anna und dem heiligen Joachim, dar und wurde vermutlich 1691 gefertigt oder gestiftet. Auf dem kleinen Bild darüber führt die heilige Jungfrau und Märtyrerin Margareta den Teufel in Gestalt eines Drachen an der Kette.
Die Kanzel, ebenfalls im Stil des Rokoko, wurde vor rund 150 Jahren von der katholischen Gemeinde angeschafft. Der Schalldeckel trägt eine Figur des Mose mit den von Gott erhaltenen Geboten. Am Rahmen der Kanzel waren bis 1899 noch Figuren der vier Evangelisten angebracht, die sich heute in der Pfarrkirche St. Ägidius in Ebnath befinden.

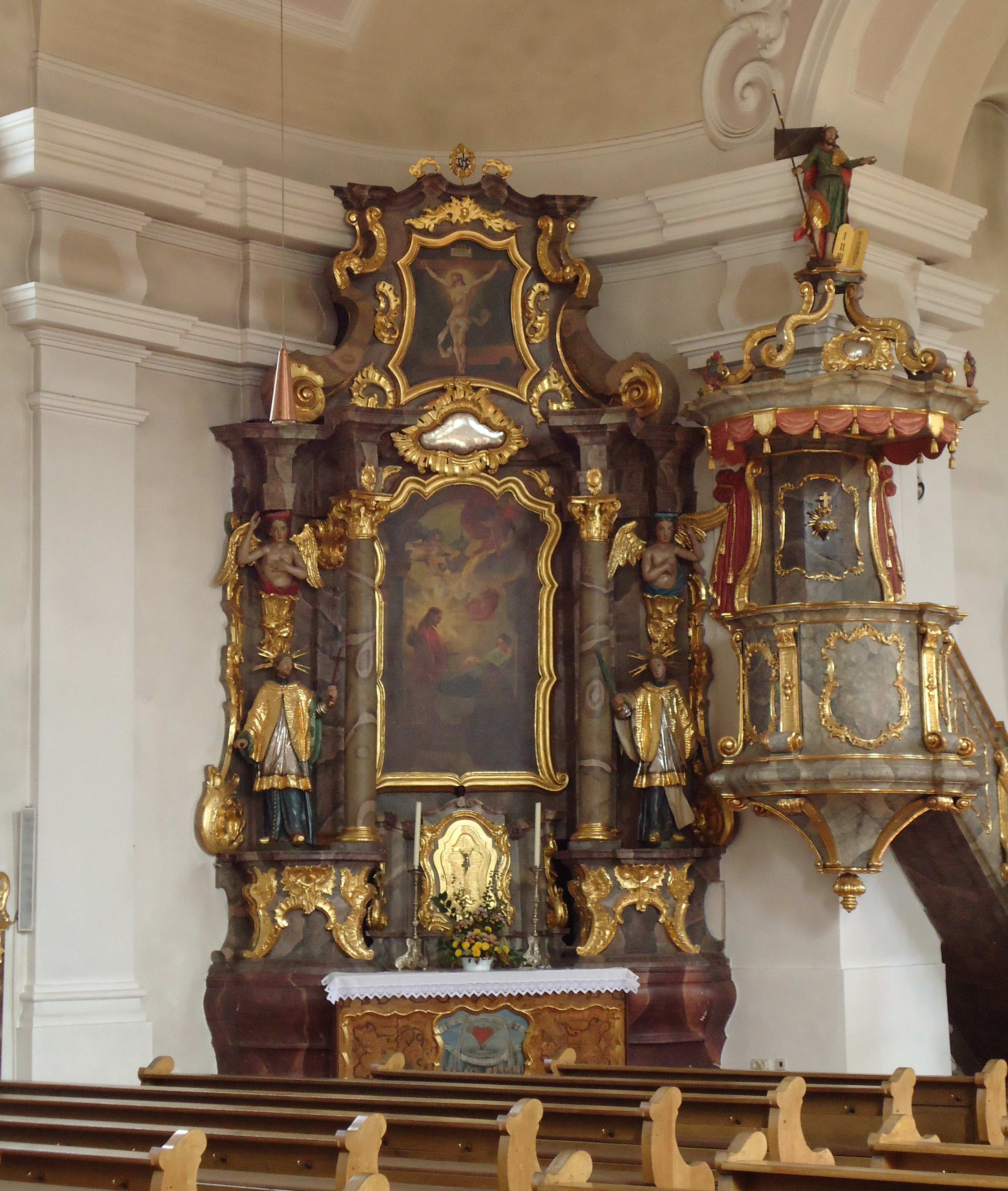
Seitenaltar links, Kanzel
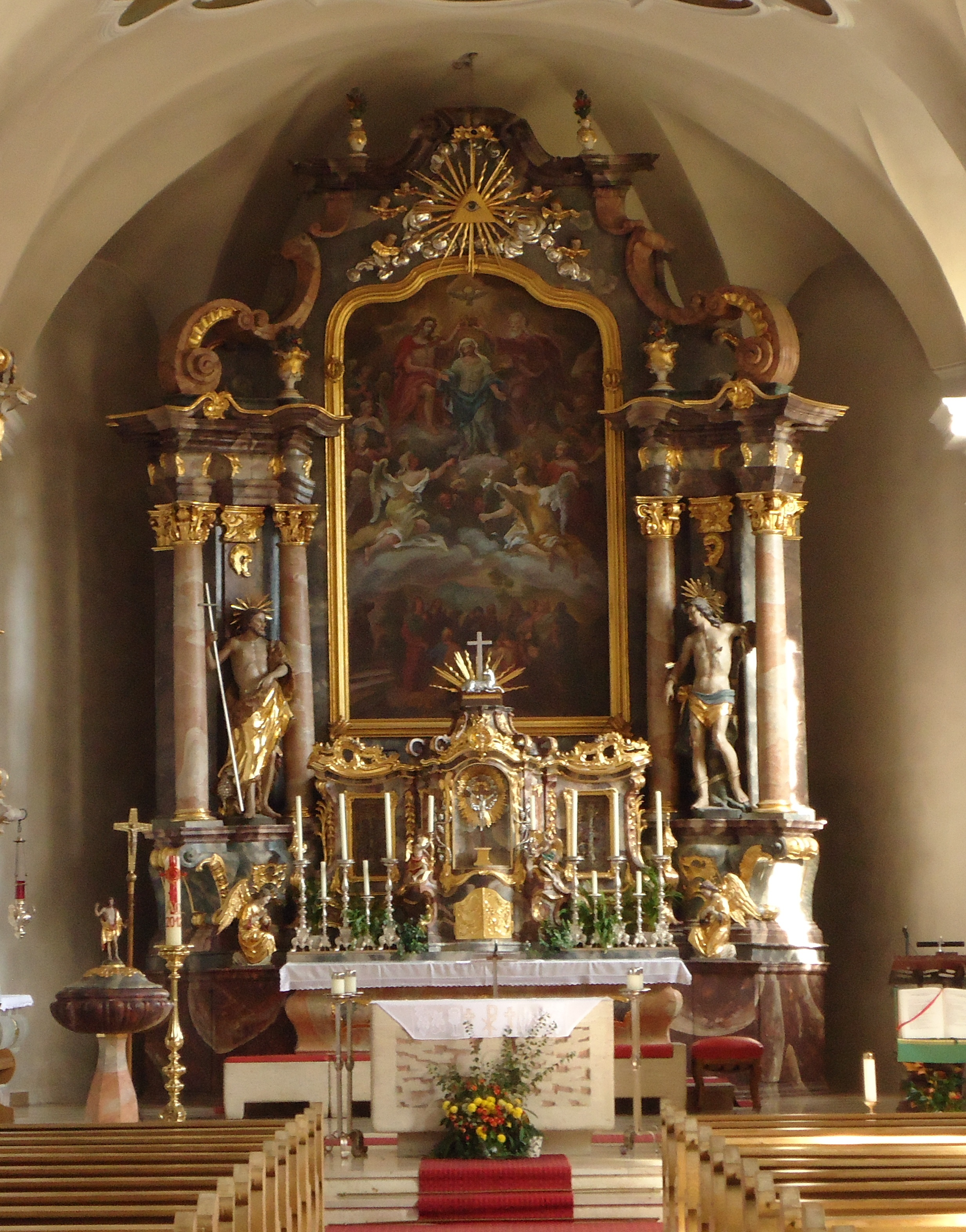
Hochaltar
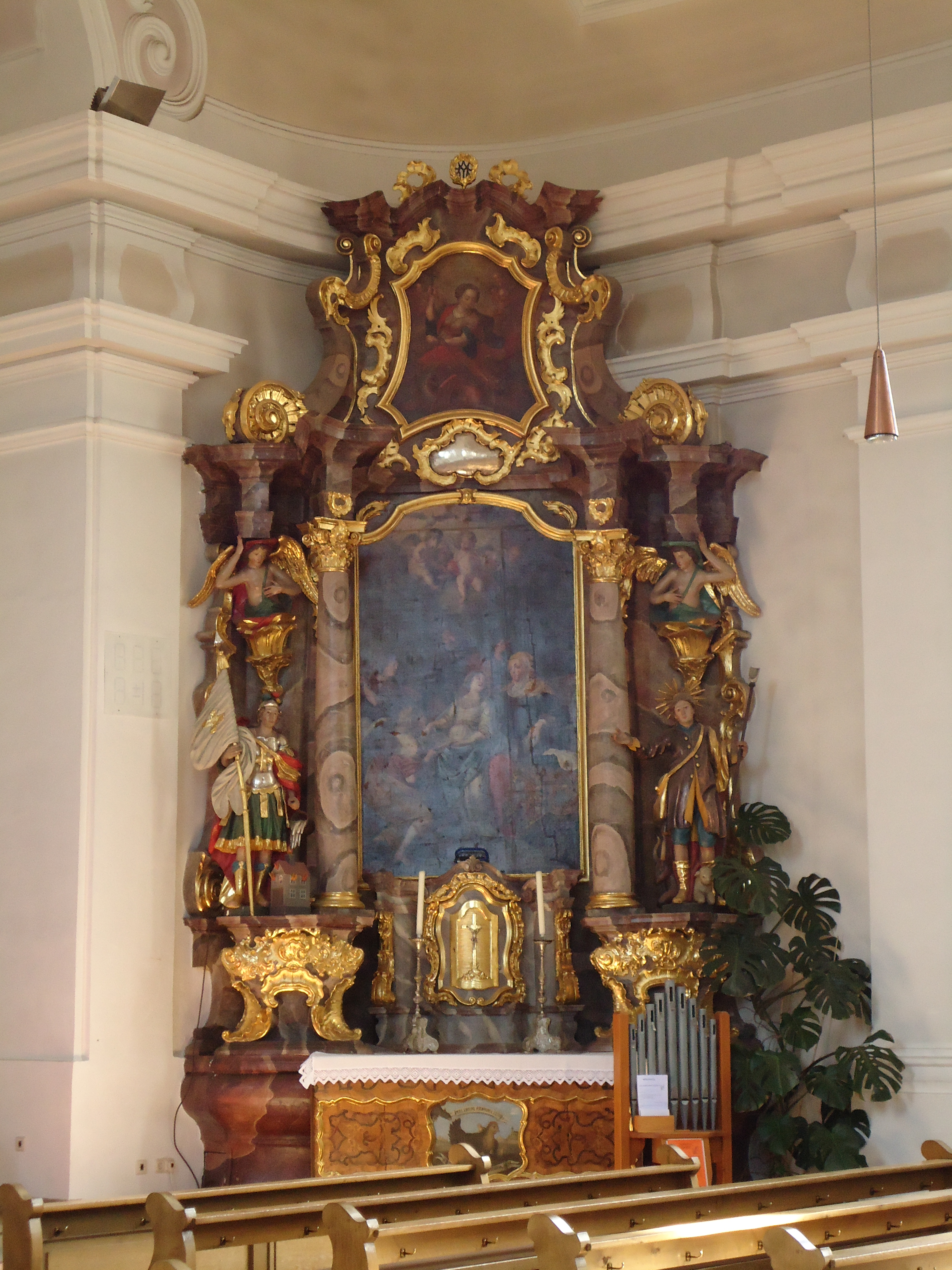
Seitenaltar rechts

### Orgel

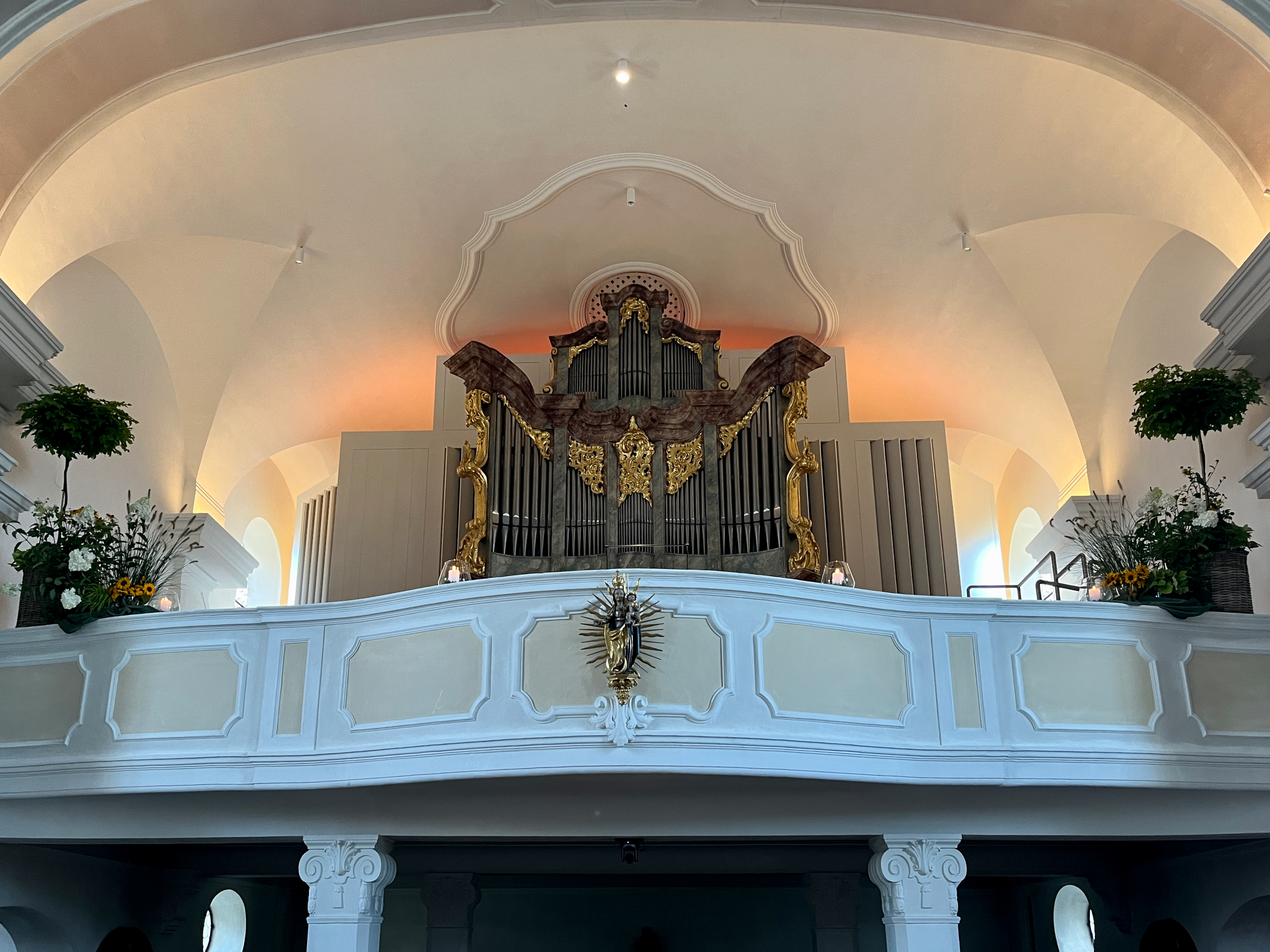
Orgelprospekt von Johann Konrad Funtsch, dahinter die Voit-Orgel

Die erste Orgel der Pfarrkirche stammte aus dem Franziskanerkloster in Kemnath, erbaut 1759 von Johann Konrad Funtsch und wurde im Zuge der Säkularisation in Bayern 1802 an die Kirchengemeinschaft in Erbendorf weitergegeben. Im Jahr 1884 fertigte die Orgelbaufirma G. F. Steinmeyer & Co. als Opus 262 ein neues Werk mit mechanischen Kegelladen unter der teilweisen Verwendung des alten Pfeifenmaterials für das erhaltenswerte Orgelgehäuse. An dieser Orgel komponierte und erprobte Max Reger 1899 seine Morgenstern-Fantasie.
Bereits 30 Jahre später wurde das Werk durch einen zweimanualigen Neubau mit 28 Registern ersetzt, der ebenfalls Steinmeyer als Opus 1188 mit pneumatischen Trakturen hergestellt hatte. Bei der Kirchenerweiterung von 1923 erhielt die Kirche eine neue Orgelempore. Da das historische Gehäuse am neuen Standort zu niedrig wirkte, wurde, wie auf einem Foto aus dem Stadtarchiv von 1925 zu sehen ist, in der Mitte ein dreiteiliger Aufbau mit dem lyraartigen Aufsatz hinzugefügt.
1975 schaffte die Gemeinde wiederum eine neue Orgel von Michael Weise aus Plattling an. Die Disposition erstellte Eberhard Kraus. Sie hat ein Spielwerk mit 18 Registern, das mit mechanischer Register- und Spieltraktur ausgestattet ist. Die Pfeifen befinden sich im historischen Orgelgehäuse und in dem zuvor leeren Aufbau.  Bei einer Reorganisation 1989 wurden Register umgestellt und ausgetauscht. Beispielsweise wurde die Sept aus dem Sesquialter des ersten Manuals entfernt und die Terzzimbel im Oberwerk durch ein Krummhorn ersetzt. Das Oberwerk wurde zusätzlich mit einem Schwellkasten ausgestattet. Anlässlich des Einbaus der Voit-Orgel wurde das Pedalwerk verkauft, die Manualwerke verblieben im historischen Funtsch-Gehäuse, wurden aber auf elektrische Traktur umgebaut.
Die Orgel hatte folgende Disposition:
| Hauptwerk |             |                |
| 1.        | Prinzipal   | 8′             |
| 2.        | Salicional  | 8′             |
| 3.        | Oktav       | 4′             |
| 4.        | Flöte       | 4′             |
| 5.        | Gemshorn    | 2′             |
| 6.        | Sesquialter | 2 ⁄3′ + 1 3⁄5′ |
| 7.        | Mixtur      | 1 ⁄3′          |

| Oberwerk |               |            |
| 8.       | Gedackt       | 8′         |
| 9.       | Holzprinzipal | 4′         |
| 10.      | Prinzipal     | 2′         |
| 11.      | Larigot       | 1 ⁄3′ + 1′ |
| 12.      | Krummhorn     | 8′         |

| Pedal |              |            |
| 13.   | Subbass      | 16′        |
| 14.   | Oktavbass    | 8′         |
| 15.   | Gedacktbass  | 8′         |
| 16.   | Choralbass   | 4′ + 1 ⁄3′ |
| 17.   | Rauschpfeife | 2 ⁄3′ + 2′ |
| 18.   | Bombarde     | 16′        |

- Koppeln: II/I, I/P, II/P
- Spielhilfe: Schwelltritt

Im September 2020 wurde die bei Orgelbau Vleugels eingelagerte Saal-Orgel aus dem Kurhaus Baden-Baden (53/III/P) erworben, erbaut 1916 von der Firma Heinrich Voit. Sie steht nun in einem neu erbauten Gehäuse mit Generalschweller direkt hinter dem Funtsch-Prospekt. Die Einweihung fand am 17. September 2023 statt.
| I Hauptwerk C–a3 |                 |     |
| 01.              | Großprincipal   | 16' |
| 02.              | Principal       | 08' |
| 03.              | Gamba           | 08' |
| 04.              | Harmonieflöte 0 | 08' |
| 05.              | Spitzflöte      | 08' |
| 06.              | Gedackt         | 08' |
| 07.              | Octave          | 04' |
| 08.              | Rohrflöte       | 04' |
| 09.              | Superoctav      | 02' |
| 10.              | Kornett III-V   | 08' |
| 11.              | Mixtur III-IV   | 02' |
| 12.              | Fagott          | 16' |
| 13.              | Tuba            | 08' |
| 14.              | Clarine         | 04' |
|                  | Celesta         |     |

| II Schwellwerk C–a3 |                  |         |
| 15.                 | Bordun           | 16'     |
| 16.                 | Geigenprincipal  | 08'     |
| 17.                 | Undamaris        | 08'     |
| 18.                 | Konzertflöte     | 08'     |
| 19.                 | Quintatön        | 08'     |
| 20.                 | Lieblich Gedackt | 08'     |
| 21.                 | Kleinprinzipal   | 04'     |
| 22.                 | Flauto amabile   | 04'     |
| 23.                 | Quinte           | 02 ⁄3'  |
| 24.                 | Waldflöte        | 02'     |
| 25.                 | Terz             | 01 3⁄5' |
| 26.                 | Cymbal III       | 01 ⁄3'  |
| 27.                 | Englisch Horn    | 08'     |
| 28.                 | Hoboe            | 04'     |

| III Schwellwerk C–a3 |                     |     |
| 29.                  | Zartgedackt         | 16' |
| 30.                  | Diapason            | 08' |
| 31.                  | Aeoline             | 08' |
| 32.                  | Vox coelestis       | 08' |
| 33.                  | Zartflöte           | 08' |
| 34.                  | Nachthorn           | 08' |
| 35.                  | Dolce               | 04' |
| 36.                  | Traversflöte        | 04' |
| 37.                  | Gemshorn            | 04' |
| 38.                  | Flautino            | 02' |
| 39.                  | Echo-Cornett III-IV | 04' |
| 40.                  | Klarinette          | 08' |
| 41.                  | Tremulant           |     |

| Pedal C–f1 |                         |         |
| 42.        | Untersatz               | 32'     |
| 43.        | Principalbass           | 16'     |
| 44.        | Contrabass              | 16'     |
| 45.        | Subbass                 | 16'     |
| 46.        | Bordunbass (= Nr. 15) 0 | 16‘     |
| 47.        | Zartbass (= Nr. 29) 0   | 16‘     |
| 48.        | Quintbass               | 10 2⁄3' |
| 49.        | Octavbass               | 08'     |
| 50.        | Violoncello             | 08'     |
| 51.        | Stillgedeckt (= Nr. 20) | 08‘     |
| 52.        | Basset                  | 04'     |
| 53.        | Bombarde (Ext. Nr. 54)  | 32'     |
| 54.        | Bombarde                | 16'     |
| 55.        | Trompete                | 08'     |
| 56.        | Clairon harmonique      | 04'     |

- Anmerkungen

1. ↑  Durchschlagende Zungen.
2. ↑  Akustisches Register.